# 瓦尼耶姆巴迪
瓦尼耶姆巴迪（Vaniyambadi），是印度泰米尔纳德邦Vellore县的一个城镇。总人口85459（2001年）。

## 人口
该地2001年总人口85459人，其中男性42559人，女性42900人；0—6岁人口10807人，其中男5569人，女5238人；识字率68.32%，其中男性为73.21%，女性为63.47%。